# Músculo peroneo largo
El músculo peroneo lateral largo (TA: musculus peroneus longus) es un músculo de la pierna, que se encuentra en la superficie lateral y externa de la misma, al lado del músculo peroneo lateral corto.

## Origen e inserción
Se origina, por arriba de la tuberosidad externa del peroné y en la cabeza del peroné; tras su recorrido por la parte exterior de la pierna, se transforma en un tendón que pasa por detrás del maleolo externo del tobillo y cruza oblicuamente el pie a través del surco para el tendón del peroneo largo del cuboides para insertarse en la cara plantar del primer cuneiforme y del primer metatarsiano.

## Inervación
Lo inerva el nervio peroneo superficial.

## Acción
Considerado desde el punto de vista de su acción, el músculo Peroneo Lateral Largo extiende el pie sobre la pierna, lo lleva hacia afuera y le hace ejecutar al mismo tiempo un movimiento de rotación, en virtud del cual la cara plantar se dirige hacia afuera. Es flexor plantar, abductor y rotatorio externo del pie (pronador).